# San Mango d’Aquino
San Mango d’Aquino község (comune) Olaszország Calabria régiójában, Catanzaro megyében.

## Fekvése
A megye északnyugati részén fekszik, a Savuto völgyében. Határai: Cleto, Martirano Lombardo és Nocera Terinese.

## Története
A 17. században alapította a D’Aquino nemesi család. Középkori épületeinek nagy része az 1783-as calabriai földrengésben elpusztult. A 19. század elején vált önálló községgé, amikor a Nápolyi Királyságban felszámolták a feudalizmust.

## Népessége
A népesség számának alakulása:

## Főbb látnivalói
- San Tommaso d’Aquino-templom
- Madonna della Buda-templom